# Weltachse
Die Weltachse (lateinisch axis mundi), auch Himmelsachse, Weltsäule oder Weltensäule ist ein grundlegender Begriff kosmogonischer Mythen und bezeichnet die Verbindung zwischen dem Zentrum von Himmel und Erde.

## Verbreitung
In zahlreichen mythologischen Vorstellungen, besonders in der schamanistischen Kosmologie, stehen der Weltenbaum, der Weltenberg und die Weltachse im Zentrum der Kosmogonie. Die Achse des Weltenbaumes durchbricht die verschiedenen Ebenen der Realität und bietet so eine Möglichkeit, von einer Existenzform zur anderen vorzudringen. Mithilfe und entlang dieser Weltachse bewegt sich der Schamane, die Hexe oder auch der weise Seher zu anderen Ebenen des Seins, um im Dienste der Gemeinschaft mit dort über- und unterirdischen Wesen (Ahnen, Geistern) in Verbindung zu treten.
Der mythologische Ursprung einer Weltachse leitet sich wohl aus dem frühen Gebrauch des Rades ab. In der Vorstellung vieler Völker war es intuitiv einsichtig, dass ebenso die sich drehende Erde oder die sich um die Erde drehende Welt eine Achse haben müsse. Ebenso wie eine Radachse musste nach damaliger Vorstellung dies die Anbindung an ein höheres Wirkungsgefüge darstellen und so die einzige Verbindung zu einer anderen Realität bieten.
Am Schnittpunkt von irdischer Welt und Weltachse befindet sich der oft als „Nabel der Erde“ bezeichnete Weltmittelpunkt, an dessen Ort sich ein heiliger Berg, eine heilige Stadt oder ein zentraler Tempel befindet.
In der griechischen Antike galt der Kultstein Omphalos als Weltachse. In Indien wurden in frühbuddhistischer Zeit freistehende Steinsäulen, Stambhas, aufgestellt, die wie der gleichnamige Flaggenmast (Sanskrit dwajasthamba) auf dem Gelände von Hindutempeln als Weltachse aufgefasst werden.
Im Mithras-Kult ist die Weltachse eine achtteilige Leiter, welche die Erde mit den acht Himmeln verbindet.
Im Christentum und in der christlichen Kosmologie wurde Jerusalem mit dem Hügel Golgota als Mittelpunkt der Welt betrachtet, dementsprechend war das Kreuz in symbolischer Weise als eine Art Weltenbaum zu sehen.
Bei den nordamerikanischen Indianern war der Weltmittelpunkt symbolisiert durch eine kleine Höhlung (sipapu bei den Hopi) im Zentrum des unterirdischen Kultraums (kiva), gleichzeitig der Eingang der Unterwelt. Von dort erfolgt der Aufstieg entlang der Weltachse und damit das Erscheinen des Menschen in der Welt.
Auch in der Mythologie der Maya spielt die Weltachse eine wichtige Rolle (vgl. Palenque, Balancanché u. a.).
In vielen Kulturen entwickelten sich der Weltachse nachfolgende und abgeleitete Bräuche und Riten. Der im deutschen Sprachraum und Teilen Skandinaviens bekannteste Brauch ist das Maibaumfest. Hier symbolisiert der durch einen Kranz geschmückte Maibaum den Weltenbaum bzw. die Weltachse.

## Sonstiges
- Eine regionale Bedeutung in Form einer Weltachsölung hat sich im pfälzischen Waldleiningen entwickelt, die auf den pfälzischen Mundartdichter Paul Münch zurückgehende Schmierung der Pälzer Weltachs ist dort seit 1964 zur Tradition geworden.

- Bis ins 19. Jahrhundert wurde „Weltachse“ bzw. „Himmelsachse“ auch synonym für Erdachse gebraucht.[5] In der Astrologie wird der lateinische Name Axis Mundi heute noch verwendet und bezeichnet meist die Verbindungslinie zwischen Medium coeli (M.C., Südpunkt) und Imum coeli (I.C., Nordpunkt) im Horoskop, manchmal aber auch die Verbindungslinie von Zenit und Nadir, wobei die von dieser Verbindungslinie und der Erdachse aufgespannte Ebene die im Horoskop repräsentierte Ebene des Tierkreises eben in der Linie M.C.–I.C. schneidet.